# Ulrich Karthaus
Ulrich Karthaus (* 19. September 1935 in Düsseldorf; † 16. September 2021 in Gießen) war ein deutscher Germanist und Literaturdidaktiker. An der Universität Gießen war er Professor für Neuerer deutsche Literaturgeschichte und -didaktik.

## Leben
Ulrich Karthaus, Sohn von Hilde Karthaus, geborene Cornelius, und des promovierten Komponisten Werner Karthaus (Sohn von Hermann Karthaus), besuchte das Gymnasium in Düsseldorf, studierte ab 1956 Germanistik, Philosophie und Geschichte in Köln und Freiburg im Breisgau und wurde 1964 mit einer Arbeit über Robert Musil zum Dr. phil. promoviert. Von 1965 bis 1972 war er Assistent am Institut für Germanistik der Justus-Liebig-Universität Gießen.
Im Jahr 1974 habilitierte er sich. Danach wurde er Professur für Neuere deutsche Literaturgeschichte und Literaturdidaktik in Gießen. Er war 1981 und 1987 Gastprofessor an der Universität von Limoges und von 1977 bis 1987 Partnerschaftsbeauftragter der Universität Gießen.
Ulrich Karthaus starb im September 2021 kurz vor seinem 86. Geburtstag in Gießen. Er war evangelisch, seit 1968 mit Dagmar Karthaus, geborene Hüffmeier, verheiratet und hatte zwei Kinder (Cornelia und Arnim Karthaus).

## Wirken
Er veröffentlichte zahlreiche Bücher und Aufsätze mit dem besonderen Schwerpunkt der deutschen Literatur des 18. und 20. Jahrhunderts. Er gilt als ausgewiesener Kenner der Werke von Robert Musil,  Thomas Mann, Johann Wolfgang von Goethe und Friedrich Schiller. Seine Bücher zur Epoche des Sturm und Drang gelten als literaturwissenschaftliche Standardwerke. Besonders sind seine in mehrfachen Auflagen erschienenen Werke zur didaktischen Einführung in die deutsche Literatur bekannt, mit denen ganze Generationen von Schülern und Studenten einen ersten Zugang zu den Epochen der Literaturgeschichte fanden. Karthaus hielt zahlreiche Vorträge im In- und Ausland, rezensierte germanistische Publikationen und wirkte mit Gedichtinterpretationen an der Frankfurter Anthologie mit.
Seit 1997 wurde er einer breiteren Öffentlichkeit durch seine geistreiche und humorvolle Mitwirkung im Literaturquiz „Literatur im Kreuzverhör“ des Hessischen Rundfunks gemeinsam mit Peter Härtling bekannt.
Karthaus war langjähriger Vertrauensdozent der Friedrich-Ebert-Stiftung, von 1981 bis 1986 gehörte er der Landessynode der Evangelischen Kirche in Hessen und Nassau an; er war Mitglied im Gießener Wingolf. Für seine Verdienste um die deutsch-französische Freundschaft und sein Engagement im universitären Austausch erhielt Karthaus die höchste Auszeichnung der Französischen Regierung für Verdienste um das französische Bildungswesen und wurde zum Chevalier d' Ordre des Palmes Académiques ernannt. 2004 erhielt er den Verdienstorden der Bundesrepublik Deutschland (Verdienstkreuz am Bande).

## Publikationen (Auswahl)
- Der andere Zustand. Zeitstrukturen im Werke Robert Musils. Berlin 1965.
- Die deutsche Literatur in Text und Darstellung. Impressionismus, Symbolismus und Jugendstil. Philipp Reclam jun., Stuttgart 1977.
- Die deutsche Literatur VI: Sturm und Drang und Empfindsamkeit. Reclam, Stuttgart 1976.
- Christian Friedrich Daniel Schubart, Gedichte aus der „Deutschen Chronik“. Reclam, Stuttgart 1978.
- mit Wolfgang Freese: Die Jungfrau zu Orleans – Erläuterungen und Dokumente. Reclam, Stuttgart 1984.
- als Hrsg. mit Horst Krüger: Richard Huelsenbeck: Reise bis ans Ende der Freiheit. Autobiographische Fragmente. Herausgegeben von der Deutschen Akademie für Sprache und Dichtung. Lambert Schneider, Heidelberg 1984.
- als Hrsg. mit Dieter P. Farda: Sprachästhetische Sinnvermittlung. Robert Musil Symposion Berlin 1980 (= Europäische Hochschulschriften, Reihe 1. Band 493). Frankfurt am Main / Bern 1982.
- Thomas Mann. Literaturwissen für Schule und Studium. Reclam, Stuttgart 1994.
- Sturm und Drang. Epoche – Werke – Wirkung. Beck, München 2000.
- Novelle – Themen, Texte, Interpretationen. Band 5, Bamberg 1990.